# Pátio

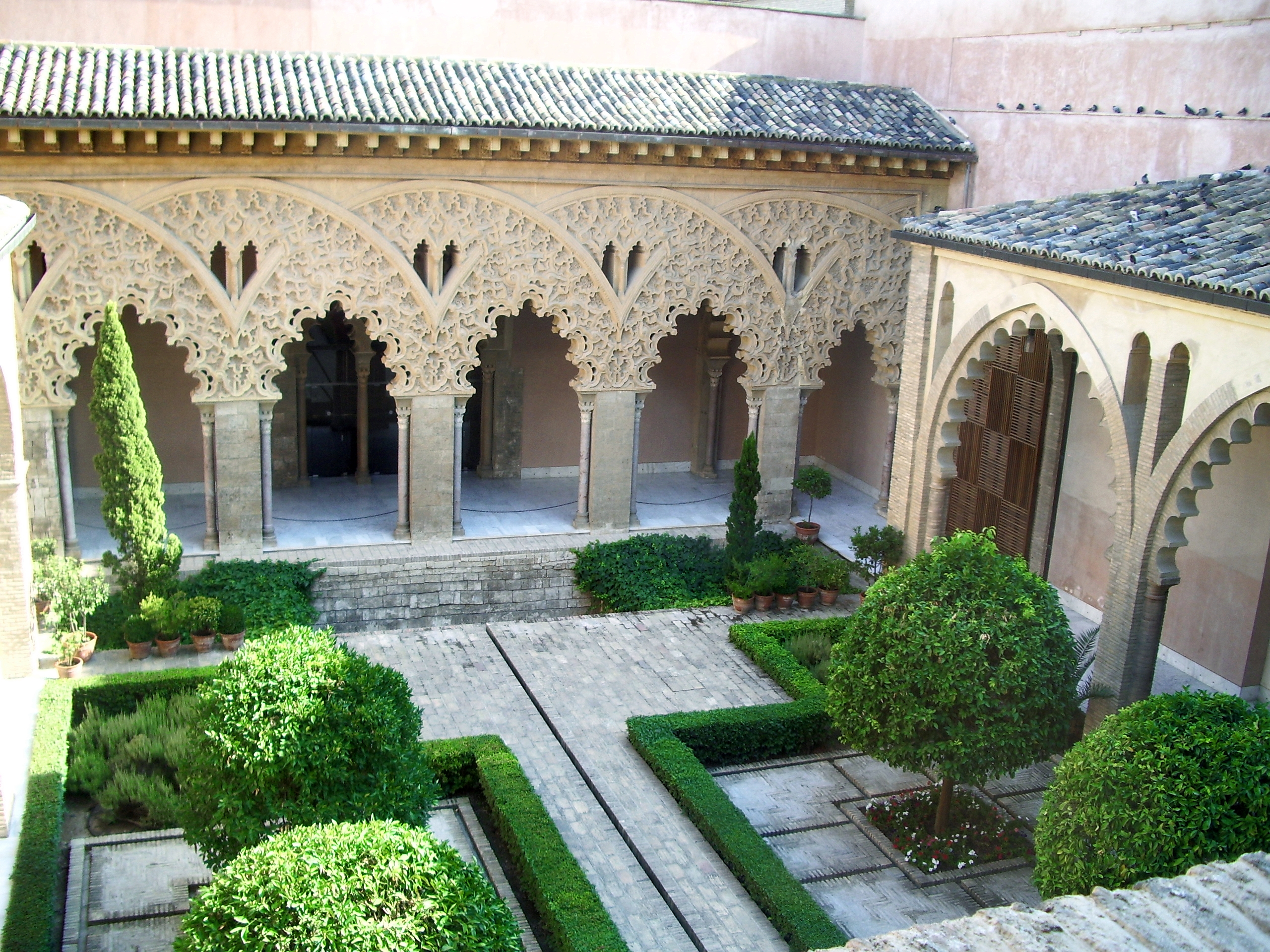
Pátio no Palácio da Aljafería (século XI), Saragoça, Espanha

Pátio (do latim pac, através do occitano pàtu) é uma zona aberta situada no interior de uma construção. Numa casa, o pátio pode ser utilizado como lugar de convívio familiar, oferecendo segurança e conservando a intimidade.

## Características
O pátio tradicional é composto por átrio e peristilo. Sua função original é a de fornecer iluminação e ventilação necessárias aos quartos e dependências que se abrem para ele, como a de concentrar ali a maioria das atividades cotidianas das famílias.

## Histórico
A presença do pátio nas residências depende do clima do lugar para ser uma prática arquitetônica comum: locais de clima frio ou de constantes intempéries não se mostram aptos a contar com a presença deste elemento nas construções.
Suas raízes estão nas aglomerações urbanas de 3 000 a 2 000 a.C. de Moenjodaro, na civilização do vale do Indo, passando para as primeiras moradias da Mesopotâmia na Suméria e em Ur (de 2 175 a 2 000 a.C.), dali passando para as culturas egípcia, grega e romana, desenvolvendo-se e expandindo-se nas moradias mediterrânicas até ser adotada, com características próprias, pela cultura árabe-islâmica.
A casa-pátio evoluiu na arquitetura islâmica; surgiu nas tribos nômades e sedentárias da Península Arábica, ganhando rapidamente expansão com a divulgação da nova doutrina religiosa desde seu início; assim o modelo se espalhou pelo contato com a cultura bizantina e persa sassânida. Os muçulmanos tratavam não somente de implantar a religião, mas também todo o processo civilizatório que levou-os a interferir na linguagem, costumes, vida social e arquitetura dos lugares que dominava. Como dito, em razão do clima em regiões islâmicas como os Bálcãs ou o norte do Irã trazem casas fechadas por comum; também por outros motivos, como a defesa, este modelo não se encontra em regiões como o Iêmen ou o Paquistão.

## Pátio andaluz

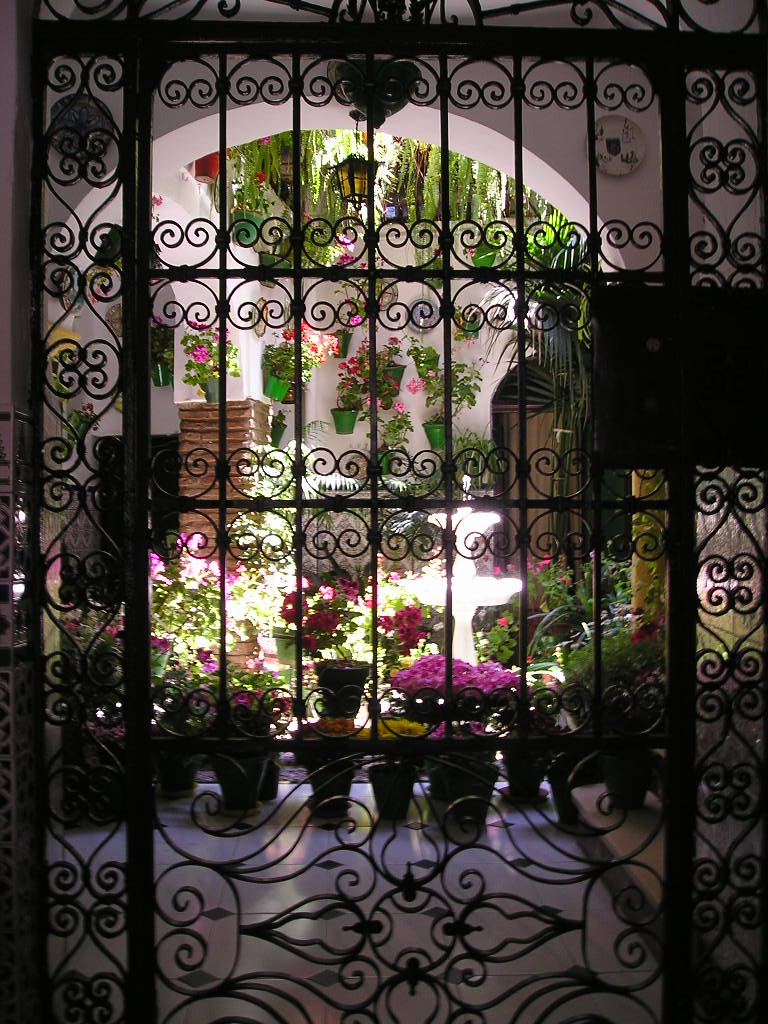
Pátio de Córdova, tradicional da Andaluzia

A casa-pátio, assim como a "casa-bloque", é uma construção característica da região espanhola da Andaluzia, fruto direto da ocupação islâmica naquele território.
A casa com pátio central não é exclusiva das terras islâmicas, estando também está presente em outras culturas; são moradias voltadas para o interior, relativamente fechadas para os lugares públicos e cujas entradas normalmente se localizam em estreitos becos sem saídas que em espanhol chamam "adarves" (do árabe al-darb), onde apenas circulam os poucos vizinhos cujas casas ali têm seu acesso; as entradas se dão de forma direta, levando ao núcleo principal da residência chamado "wasţ al-dār" (cuja tradução literal é "centro da casa") e que fica a céu aberto: o pátio.
A expulsão dos mouros de Espanha levou o modelo de casa-pátio também ao Marrocos, onde o modelo arquitetônico passou a desenvolver-se de acordo com a cultura local.

## No Brasil

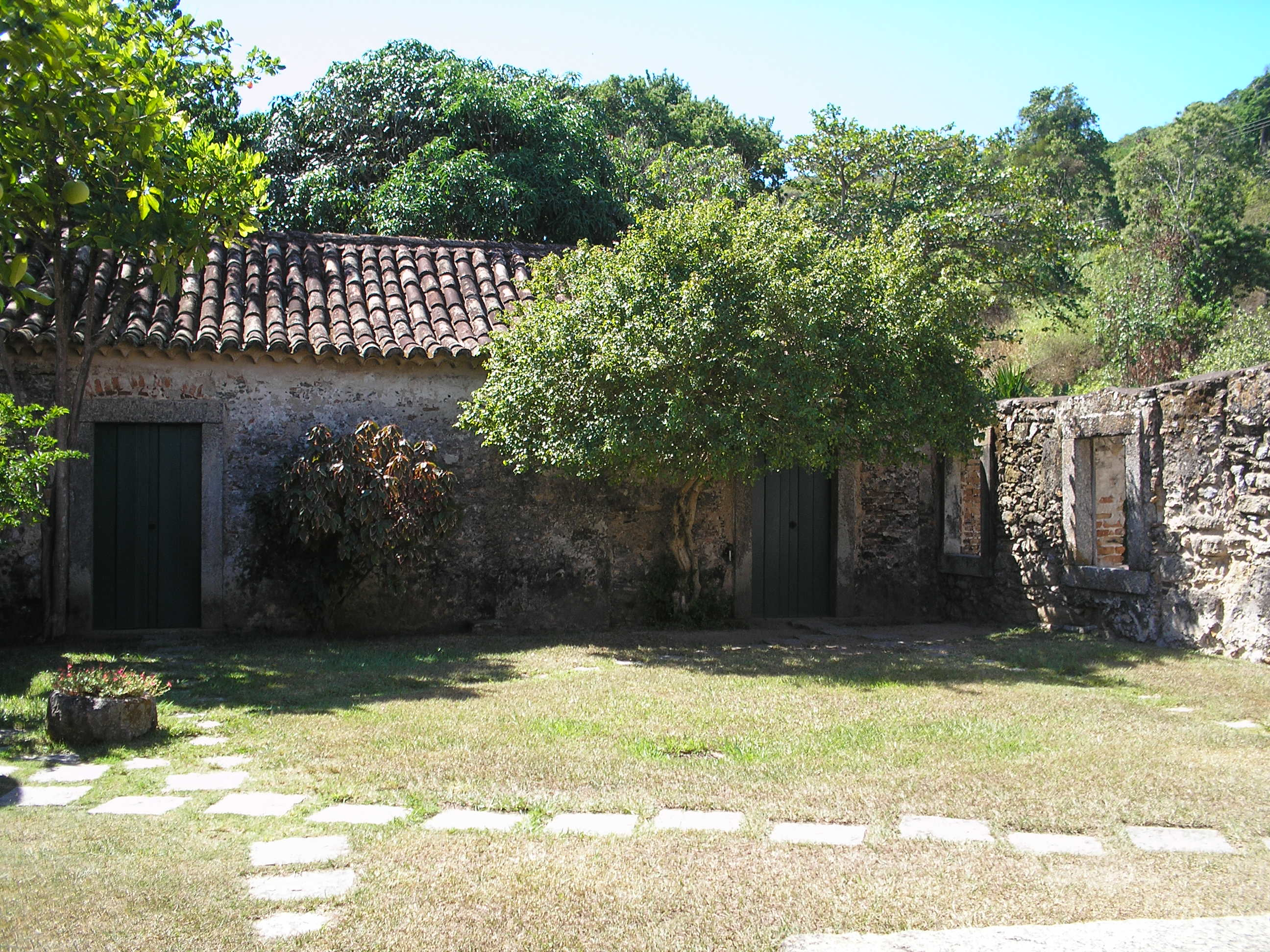
Pátio de entrada do Museu de Arqueologia de Itaipu, no Brasil. Seu desenho e aspecto podem se encontrar nos pátios rurais de grande parte da América Latina e em toda a região mediterrânica.

Para Costa e Cotrim, o pátio não faria parte da arquitetura residencial tradicional luso-brasileira e o debate para seu uso teve lugar no século XX com o ecletismo que permitiu aceitar a influência das casas ibero-americanas, bem como as ideias italianas em que se dialogava o clássico com o moderno; arquitetos italianos, assim, teriam iniciado a experimentação de seu uso nos projetos em São Paulo — o que também se verificou com arquitetos brasileiros como Rino Levi e Vilanova Artigas.
Para os dois autores o pátio se tornou fundamental nos projetos residenciais brasileiros nas décadas de 1940 e 1950, consolidando um esquema de duas alas paralelas à rua e conectadas por circulação periférica (ligando-as à área de serviço ou aos banheiros), de modo a organizar como os setores íntimos e social e de serviços interagem com o pátio que, assim, "é o centro que organiza a composição da casa, o centro que promove a privacidade doméstica e que proporciona uma vida em intensa relação com o exterior".